# 三道河子镇 (凌源市)
三道河子乡，是中华人民共和国辽宁省朝阳市凌源市下辖的一个乡镇级行政单位。

## 行政区划
三道河子乡下辖以下地区：
大甸子村、五道河子村、三道河子村、槽碾沟村、榆树底下村、毛家店村、白杖子村、马杖子村和西胡杖子村。